# Petačine
Petačine (cyr. Петачине) – wieś w Bośni i Hercegowinie, w Republice Serbskiej, w gminie Rudo. W 2013 roku liczyła 6 mieszkańców.